# Brigitte Bierleinová
Brigitte Bierleinová, nepřechýleně Bierlein (25. června 1949 Vídeň – 3. června 2024 tamtéž), byla rakouská právnička a politička. Od června 2019 do 7. ledna 2020 byla rakouskou spolkovou kancléřkou. Vedla úřednickou vládu složenou z nestraníků, jejímž úkolem bylo dovést zemi k předčasným parlamentních volbám v září 2019, respektive setrvat v úřadu do sestavení nového kabinetu. Stala se tak první ženou v tomto úřadu. Jejím nástupcem jako kancléř se stal předseda Rakouské lidové strany (ÖVP) Sebastian Kurz, který byl již jejím předchůdcem v tomto úřadu.

## Život a kariéra
Narodila se v roce 1949 ve Vídni, kde v roce 1967 složila na Spolkovém gymnáziu III maturitu. Rychle vystudovala právo a v roce 1971 získala titul doktora práv na Vídeňské univerzitě. Po přípravě na soudcovskou službu a soudcovské zkoušce v roce 1975 pracovala nejprve jako soudkyně na okresním soudě ve Vídni a poté na trestním soudě tamtéž. V roce 1977 se stala státní zástupkyní pro všeobecné a politické trestní případy. V roce 1986 přešla na vídeňské Vrchní státní zastupitelství.
V letech 1990–2002 pracovala na Nejvyšším soudním a kasačním dvoře jako rakouský nejvyšší prokurátorka. Od roku 2003 byla členkou rakouského Ústavního soudu, nejprve jako jeho místopředsedkyně, od roku 2018 jako předsedkyně soudu. Na konci května 2019 po pádu první vlády Sebastiana Kurze oznámil rakouský spolkový prezident Alexander Van der Bellen pověření Brigitty Bierleinové, aby sestavila úřednickou vládu. Tato vláda Brigitte Bierleinové byla jmenována 3. června 2019 a vedla Rakousko do parlamentních voleb na podzim 2019 a ustavení druhé vlády Sebastiana Kurze dne 7. ledna 2020.
Nikdy se neprovdala a neměla děti. Jejím dlouhodobým partnerem byl soudce Ernest Maurer, který zemřel v roce 2021. Zemřela 3. června 2024 ve Vídni po krátké nemoci.